# Serries von Baeck
Serries von Baeck (* im 16. Jahrhundert; † im 16. Jahrhundert) war Domherr in Münster.

## Leben
Serries von Baeck wurde als Sohn des Serries von Baeck zu Grevinghof aus dem Adelsgeschlecht derer von Baeck und dessen Gemahlin Anna Nagel geboren. Er absolvierte ein Studium an der Juristischen Fakultät der Universität Perugia. Als Domherr entschied er am 12. August 1542 über die Vergabe der Dompräbende des verstorbenen Domherrn Philipp von Hörde zugunsten des Johann von Kerssenbrock. Über seinen weiteren Lebensweg gibt die Quellenlage keinen Aufschluss.